# التمييز بين المنتج/العملية
التمييز بين المنتج/العملية، هو التميز الذي يحدث ما بين معلومات المنتج وكذلك معلومات العملية للسلع الاستهلاكية. ومعلومات المنتج؛ هي معلومات متعلقة بسلعة استهلاكية تحدد سعرها وجودتها وسلامتها (سماتها التقريبية). اما معلومات العملية؛ هي تلك المعلومات التي تتعلق بالوسائل والتي من خلالها يتم صنع سلعة المستهلك، ويعني ذلك ظروف العمل التي ستنشأ بموجبها، وكذلك معاملة الحيوانات المتضمنة في سلاسل إنتاجها (سماتها المحيطية).
التمييز بين المنتج/العملية هي وسيلة مستخدمة من قبل منظمة التجارة العالمية كطريقة لتحديد ما إذا كانت الشكاوى المقدمة من الدول المستوردة مقبولة أم لا وتضمن وجود حواجز التجارية ضد الدول المصدرة. بموجب قوانين منظمة الصحة العالمية، فإن باستطاعة الدول المستوردة رفع شكوى إلى منظمة الصحة العالمية حول أن الدول المصدرة تستخدم أساليب في استخراج أو إنتاج السلع المعنية التي تعتبرها الدولة المستوردة غير أخلاقية. إذا قام المجلس الاستشاري المستقل لمنظمة التجارة العالمية، المكون من لجان معنية بالقانون الدولي وخبراء التجارة، يرى أن الدولة المستوردة لديها شكوى قانونية وإنفاذ المعايير الأخلاقية المذكورة للإنتاج المحلي، ليس ذلك وحسب بل أنها بالكاد تحاول الحفاظ التزاماتها في مجال التجارة الحرة، حينها فإن المجلس الاستشاري سيؤكد بأن العوائق التجارية لها ما يبررها.
وبالرغم مما قاله مسؤولو منظمة التجارة العالمية، فمن الناحية العملية تجد المنظمة تلك الشكاوى غير شرعية في الغالبية العظمى من الأحيان.
على سبيل المثال، إذا أراد الاتحاد الأوروبي  حظر استيراد المستحضرات التجميلية  التي تم اختبارها على حيوانات التجارب على أساس أن هذا الاختبار غير أخلاقي؛ فبإمكانهم رفع شكوى  إلى منظمة التجارة العالمية، ومن الناحية النظرية فإن المنظمة ستسمح للاتحاد الأوروبي بسن حواجز تجارية بشرط أن حظر الاتحاد الأوروبي يكون على منتجاتها التجميلية المحلية الخاصة، وذلك حمايةً من التجارب على حيوانات المختبرات. ومع ذلك في هذه الحالات، فإن منظمة التجارة العالمية قد قضت بشكل مستمر أن مثل هذه الحواجز غير قانونية، لأن الاختلاف يكون في العملية فقط بينما المنتج النهائي نفسه ليس كذلك. وبالتالي فإن منظمة التجارة العالمية جعلت التمييز بين المنتج/العملية عاملاً  مهمًا في تحديد ما إذا كانت الحواجز التجارية مبررة ام لا.
وقد صرحت منظمة التجارة العالمية ما إذا كانت الدول قادرة على سن حواجز لمجرد اختلاف معايير الدول المستوردة عن معاييرها، ومن الممكن فقد السيطرة وأن تسن الحواجز في جميع انحاء العالم لأسباب غير جادة. ومع ذلك، يشكو العديد من أن هذه الأحكام تتعارض مع النوايا المعلنة لمنظمة التجارة العالمية، وتثبت بأن المنظمة غالبًا ما تضع المصالح التجارية فوق القضايا البيئية والأخلاقية وقضايا حقوق الإنسان.